# Teoria analítica dos números
Teoria analítica dos números é o ramo da teoria dos números que usa métodos para análises matemáticas. Seu primeiro maior resultado terá sido na aplicação de Dirichlet na análise para comprovar o teorema de Dirichlet sobre a progressão aritmética, confirmando a existência de infinitos números primos nas progressões aritméticas no formato a+nb, onde a e b são primos relativos. As provas do teorema dos números primos são baseadas na função zeta de Riemann e outros marcos importantes na história da matemática.
O esboço da tese permanece similar ao apogeu das teses na década de 1930. A teoria multiplicativa dos números partilha com a distribuição dos números primos, aplicando as séries de Dirichlet como funções generalizadoras. Isso assume a forma dos métodos que irá eventualmente para a geral função L, ainda que a teoria remanesce amplamente conjetural. A teoria aditiva dos números teve um típico problema com as conjeturas de Goldbach e os problemas de Waring.
Houve pequenas mudanças nos métodos. O método cíclico de Godfrey Harold Hardy e Jonh Edenson Littlewood foi concebido como uma aplicação às séries de potências próximas da unidade cíclica no plano complexo; está agora sendo pensada em termos de soma exponencial finita (na unidade cíclica isto é; mas na unidade cíclica é incompleto). As necessidades da aproximação diofantina são para as funções auxiliares é tudo aquilo que não são as funções generalizantes - seus coeficientes são construídos pelo uso do princípio da casa dos pombos, e envolvem diversas e complexas variáveis. Os campos da aproximação diofantina e a teoria da transcendência têm-se expandido ao ponto em que as técnicas estão sendo aplicadas às conjeturas de Mordell.
A grande mudança técnica após a década de 1950 tem permitido desenvolver os métodos de crivo como uma ferramenta auxiliar particular para os problemas multiplicativos. É muito citada a teoria das probabilidades numéricas - as formas igualitárias da afirmação dos números primos, como exemplo: aqueles que não receberam uma forma definida. O extremo ramo da teoria combinatória tem em retorno recebendo muitos dos valores definidos na teoria analítica dos números, que têm frequentemente recebido muitos avanços.